# Más Notícias
Más Notícias (/ˈmaz no ˈtʃisiɐs/; italiano: “Cattive notizie”) è un dipinto a olio realizzato dall'artista brasiliano Rodolfo Amoedo nel 1895. Raffigura una donna seduta su una poltrona, con lo sguardo rivolto in avanti e gli occhi fissi su chi osserva il quadro. L'opera è conservata al Museo nazionale delle belle arti di Rio de Janeiro. È caratterizzato dalla fusione di tecniche pittoriche realistiche e movimenti emergenti in Brasile, come il simbolismo e il modernismo. La sintesi di influenze diverse ha portato quest'opera ad essere riconosciuta nella storia dell'arte brasiliana.
Presentata alla Seconda Esposizione Generale della Scuola Nazionale di Belle Arti (ENBA), l'opera di Amoedo fu considerata divergente dai canoni della pittura più convenzionale e accademica. Fu lodato dalla critica per aver introdotto nuove correnti artistiche in Brasile, che avevano già ottenuto riconoscimenti in Europa, dove l'artista aveva trascorso alcuni anni prima del debutto del dipinto. L'opera fu anche apprezzata per la sua esplorazione della psicologia femminile attraverso l'arte.
Il dipinto di Amoedo divenne espressione di più ampi cambiamenti sociali. Le caratteristiche dell'opera, come le dimensioni e il soggetto, erano legate all'ascesa della borghesia e al cambiamento dei rapporti tra arte e vita domestica.

## Storia
Rodolfo Amoedo dipinse Más Notícias durante un periodo di trasformazioni sociali, che cercò di incorporare nella sua opera. Alla fine del XIX secolo, la borghesia industriale si consolidò come classe dirigente e il positivismo emerse come movimento orientato al progresso scientifico. In Brasile, parallelamente alla crescita dell'economia del caffè (in particolare a San Paolo), aumentò la pressione sociale e politica per il repubblicanesimo e l'abolizione della schiavitù. TI cambiamenti sociali della seconda metà del XIX secolo furono legati a mutamenti nell'ambiente artistico, che influenzarono ampiamente l'arte brasiliana e Amoedo in particolare. Tra questi vi furono una maggiore domanda di mercato per opere di piccole dimensioni destinate alla decorazione domestica e l'espansione della comunicazione di massa, con spazio per la critica artistica. L'opera di Amoedo fu citata in molti articoli di stampa che parlavano della Seconda Esposizione Generale della Scuola Nazionale di Belle Arti (ENBA), dove il dipinto fece il suo debutto. A quel tempo, era già un artista affermato e vicedirettore della scuola, attirando l'attenzione dei media. Oltre a Más Notícias, presentò altre tre opere alla mostra: Passeio Matinal, Refeição Matinal e Melancolia, tutte accolte male all'epoca e oggi perdute.
Un altro cambiamento artistico che influenzò Amoedo fu l'ascesa del realismo, che enfatizzava la rappresentazione della vita contemporanea. A differenza della pittura storica o dell'arte accademica, le opere realiste si concentravano su figure anonime, borghesia e lavoratori in contesti urbani o rurali, catturando momenti di vita quotidiana, come il momento successivo alla lettura di una lettera, come in Más Notícias. Il consolidamento del realismo in Brasile avvenne in un periodo di crisi istituzionale delle arti, quando l'Accademia Imperiale di Belle Arti (AIBA), la scuola d'arte brasiliana, resistette alle nuove tecniche e dovette affrontare le critiche degli artisti per le restrizioni alla libertà artistica. Questo malcontento portò alla fondazione dell'ENBA nel 1890, di cui Amoedo fu uno dei membri attivi.
Le rappresentazioni femminili ebbero successo nel mercato dell'arte mondiale, in particolare a Parigi, dove Amoedo studiò dal 1879 al 1887 e dove tornò all'inizio degli anni Novanta. Artisti come Alexandre Cabanel, Paul Baudry e John Singer Sargent influenzarono il suo lavoro. Le somiglianze tra i loro ritratti e Más Notícias includono ambientazioni domestiche, composizioni intime, lo sguardo provocatorio del soggetto e l'abbigliamento dettagliato. In Brasile, artisti come Belmiro de Almeida (ad esempio, Amuada, 1906; A Má Notícia, 1897) e l'allieva di Amoedo Maria Pardos (ad esempio, Má Notícia, senza data) hanno realizzato opere con temi simili.  Nonostante questi esempi, le rappresentazioni di donne in contesti sociali e domestici rimasero rare nella pittura brasiliana del XIX secolo, in contrasto con la loro prevalenza nella letteratura.

## Composizione
Más Notícias è un dipinto di Rodolfo Amoedo realizzato con la tecnica della pittura a olio nel 1895 a Rio de Janeiro. Misura 100 centimetri in altezza e 74 centimetri in larghezza. Al centro della composizione c'è una donna seduta su una sedia savonarola; indossa un abito a righe blu e bianche con maniche a sbuffo, che le copre tutto il corpo tranne la testa e gli avambracci. Sopra l'abito c'è uno scialle di pizzo, che copre ma lascia intravedere le spalle della donna. L'abbigliamento suggerisce che la donna appartiene a una classe sociale benestante, interpretato come una strategia del pittore per oscurare il corpo femminile all'interno di eleganti convenzioni sociali. L'abito è riccamente dettagliato con texture variegate. La donna indossa delicati braccialetti d'oro ai polsi, ma non ha la fede nuziale. È stato suggerito che la protagonista sia la cognata dell'artista, Maria de Morais.
L'ambientazione è domestica e raffinata. La donna appoggia il gomito sinistro su un cuscino, notevole per la sua lucentezza. Dietro di lei, alla sua destra, si vede parte di un pannello che raffigura una scena pastorale con uccelli e piante, parzialmente oscurato dalla sedia. Le tecniche evocano uno stile orientalista, così come il cuscino floreale che copre il lato sinistro della sedia. Lo sfondo sul lato sinistro della figura è scuro, creando un senso di confinamento e vicinanza allo spettatore. Gli elementi pittorici sono frammentati, poiché nessun oggetto, nemmeno la donna stessa, è completamente visibile, enfatizzando il punto focale centrale: il suo sguardo. Lo sfondo scuro incornicia simbolicamente la sua testa, accentuando l'espressività del dipinto.
Il soggetto sembra confrontarsi con l'osservatore. Il suo comportamento è stato descritto come “sfidante”, “enigmatico”, “arrabbiato”, “turbato”, “risentito” e “angosciato”. Nella mano destra stringe un foglio accartocciato che sembra una lettera. La sedia rigida su cui è seduta di traverso accentua la tensione e il disagio della scena. La sua espressione e il foglio accartocciato suggeriscono che il contenuto della lettera siano le “cattive notizie” a cui fa riferimento il titolo del dipinto. La firma dell’artista si trova nell’angolo in basso a destra, accompagnata dalla dicitura “Rio, 1895”.

## Analisi

Saudades (1899) di Almeida Júnior, come Más Notícias, combina il realismo domestico con una narrazione soggettiva in linea con il simbolismo.

Sebbene associata a uno stile rappresentativo comune a cavallo tra il XIX e il XX secolo, Más Notícias si distingue per la sua esplorazione della femminilità. La donna ritratta da Amoedo è al tempo stesso introspettiva e ribelle, e la sua posizione centrale sulla tela è stata interpretata come espressione della crescente visibilità sociale delle donne dell'epoca.
Sebbene alcuni elementi di Más Notícias lo avvicinino al realismo, la sua rappresentazione della psicologia femminile, in particolare l'ambiguità emotiva della figura centrale, lo collega al movimento del simbolismo. Il simbolismo, in reazione al progresso scientifico e borghese della società dell'epoca, enfatizzava l'esplorazione soggettiva. Amoedo non si limita quindi a ritrarre un interno borghese o una scena quotidiana, ma anche una narrazione sospesa e coinvolgente, il cui significato viene ricostruito attraverso frammenti come lo sguardo, la lettera sgualcita e il titolo del dipinto. Amoedo ha mescolato elementi realisti e simbolisti in altre opere, come Figura Feminina de Vermelho à Janela (senza data), Mulher (senza data), Retrato de Adelaide Amoedo aos Vinte Anos (1892) e Recordação. Questa fusione di realismo e simbolismo ha caratterizzato anche le opere dei contemporanei di Amoedo, Eliseu Visconti e Almeida Júnior.
La narrazione di Más Notícias va oltre l'associazione tra il titolo e il dipinto, creando un enigma che spinge gli spettatori a interrogarsi sul contenuto della lettera e sulla reazione della donna. L'ambiguità tra realismo domestico, introspezione femminile e suspense situazionale è stata interpretata come una strategia per coinvolgere l'interesse del pubblico. Il climax dell'opera di Amoedo è accentuato dalla piattezza e dalla composizione ristretta della scena, che avvicina lo spettatore alla donna rivelando solo frammenti di oggetti e la figura stessa. Questo approccio stilistico non era insolito alla fine del XIX secolo, come si può vedere nel Ritratto di Émile Zola (1868) di Édouard Manet.
La teoria del colore di Amoedo riflette la sincronia artistica di vari movimenti in Brasile all'epoca. La tavolozza presenta aree scure, ad esempio lo sfondo e parti della poltrona, che contrastano con toni vivaci e luminosi che mettono in risalto la figura centrale e gli elementi decorativi, resi con precisione nei dettagli. Questi colori intensi amplificano l'espressività della scena. Secondo Gonzaga Duque, uno storico dell'arte che ha analizzato l'opera un decennio dopo la sua pubblicazione, Más Notícias è “sincero, potente e imponente”, una “testimonianza dell'eccezionale abilità del maestro, della sua pennellata vigorosa, del suo magistrale disegno, dei colori purissimi e della forza espressiva della sua arte”. Duque ha descritto così la scena del dipinto:
(Gonzaga Duque)

## Accoglienza e eredità

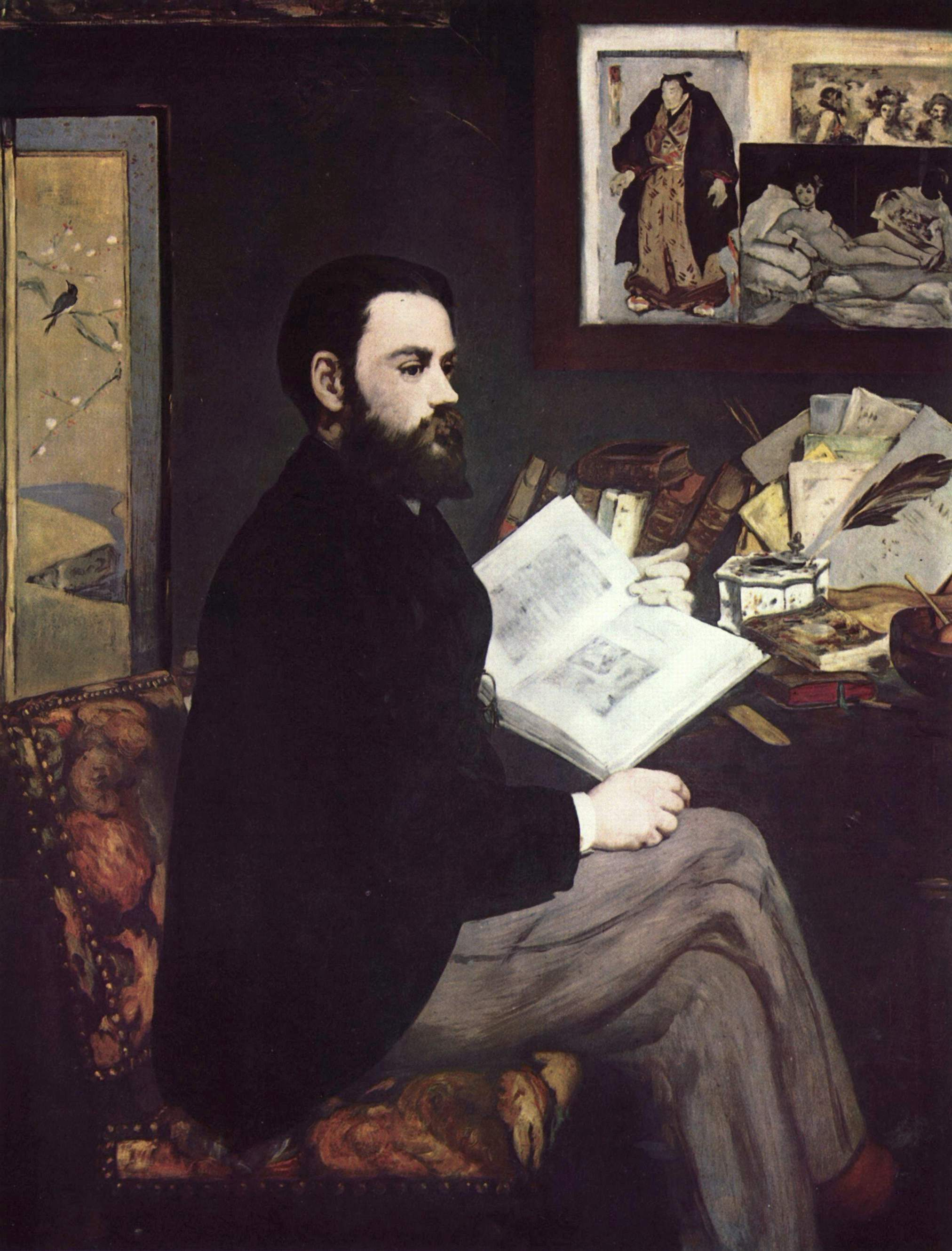
Ritratto di Émile Zola (1868) di Édouard Manet, caratterizzato da una composizione piatta e da una restrizione spaziale simile a quella di Más Notícias.

Amoedo's work debuted at the Second General Exhibition of the National School of Fine Arts (ENBA) on 31 August 1895 and was acquired by the school that same year. Contemporary art critics generally praised the painting. One reviewer noted that Más Notícias is "drawn and painted by a master's hand", with "the smallest details revealing an artist in full command of his craft". Another journalist remarked on the painting's impact: "the expression in the eyes of that young figure—so human and so beautiful—immediately dazzles, compelling the observer to linger in detailed examination". A newspaper review called it "the finest work the illustrious artist has exhibited this year", praising it as "more akin to a portrait than a genre painting", with "exquisitely rendered cushions and dress", though noting the central figure's head appeared "somewhat rigid".
Furthermore, Más Notícias was contrasted with the other works presented by Amoedo at the exhibition. Passeio Matinal and Raio de Sol, also exhibited by Amoedo, were criticized for their "harsh tones [that] assault the eye", while Refeição Matinal was deemed "flawed in its hand anatomy, artificially shaded cheeks, and harsh outlines". In contrast, as one critic wrote, Más Notícias stood out from that "list of disasters":
(Cosme de Moraes)
In seguito Más Notícias fu riconosciuto per il suo ruolo nella modernizzazione dell'arte brasiliana. Nella sua critica, Gonzaga Duque lodò l'opera e il suo autore, sottolineando la sfida di Amoedo alle convenzioni accademiche: “L'evoluzione del suo spirito [...] lo ha portato a un'arte finalmente *espressiva* e meno materialistica, che trasuda un raffinamento mondano dell'esistenza [...] un elegante epicureismo [...] profondamente scosso da crisi emotive ancestrali”. L'espressione indipendente della soggettività artistica e della libertà creativa di Amoedo ha posizionato Más Notícias come precursore versatile del modernismo brasiliano.  Il suo ruolo in un contesto artistico di transizione lo ha consolidato come punto di riferimento nella storia dell'arte brasiliana.  Frederico Barata dissentì, sostenendo che le opere post-francesi di Amoedo, tra cui Más Notícias, impallidivano rispetto alla sua produzione precedente, riflettendo un “apogeo precoce”.

## Osservazioni
1. ↑  I riferimenti alle critiche giornalistiche del XIX e dell'inizio del XX secolo sull'opera di Amoedo sono tratti dalla sezione “Allegati” dell'opera di Sonia Gomes Pereira ‘'Más Notícias, de Rodolfo Amoedo’'.[30] Gli aggiornamenti ortografici della compilazione di Pereira sono stati mantenuti e, ove possibile, sono citate le fonti originali.